# Kebabaluba
 (juin 2016).
 (septembre 2020).
Pour plus de détails, voir Fiche technique et Distribution.
Kebabaluba est un film d'animation turc de court métrage réalisé par Tahsin Özgür et sorti en 1995.

## Synopsis
« Kebabaluba, film turc de E. Tahsin Özgür : Hamdi, fier vendeur de döner kebab, apostrophe les touristes de son “ Kebabaluba, she’s my baby… ”. »

## Fiche technique
- Titre original : Kebabaluba
- Réalisation : Tahsin Özgür
- Scénario : Tahsin Özgür
- Son : Harry Schnitzler
- Montage : Tahsin Ozgur et Jodie Steinvorth
- Graphisme :  Lale Ozgur
- Animation : Tahsin Ozgur
- Voix : Cemil Sinasi Turun
- Caméra : Tahsin Ozgur et Lale Ozgur
- Producteur : Tahsin Ozgur
- Société de production : Tahsin-Lale Ozgur Animasyon
- Pays d'origine :  Turquie
- Date de sortie :
  -  Turquie : Mars 2016
  -  France : Juin 1995 (FIFA 1995)

## Sélection dans des festivals
- Festival du cinéma méditerranéen de Montpellier 1995[2]
- Festival international du film d'animation d'Annecy 1995[3]
- Festival international du film d'animation d'Ottawa 1996[4]

Le court métrage a également été projeté au Centre Pompidou en juin 2002 dans le cadre d'Annecy 2002 à Paris